# Arthur Casas
Arthur Casas Mattos (São Paulo, 1961) é um arquiteto brasileiro.

## Biografia
Formou-se no curso Arquitetura e Urbanismo pela Universidade Presbiteriana Mackenzie de São Paulo no ano de 1983.
Ele dirige o Studio Arthur Casas, que possui escritórios nas cidades de São Paulo e Nova York. Em São Paulo, a unidade é localizada no bairro da Consolação.
O arquiteto, juntamente com a sua equipe, trabalha em quase todas as vertentes de um projeto de arquitetura, desde o planejamento e execução de obras até ao seu design de interior. Arthur Casas atua na arquitetura residencial, comercial, e mais recentemente, institucional, e no design de móveis, estabelecendo coerência entre o espaço, os objetos e as pessoas. Sua arquitetura de interiores é conhecida pelo contraste entre a racionalidade e formas peculiares, conferindo características únicas aos seus projetos tanto no Brasil quanto no exterior. O compromisso com o meio ambiente, tanto no projeto em si como na execução, é uma marca de sua arquitetura que buscando fazer uso de técnicas inovadoras e materiais reciclados. Pela qualidade de seu trabalho, Arthur Casas foi reconhecido pela revista Wallpaper como um dos melhores arquitetos brasileiros.

## Projetos arquitetônicos
- Restaurante KAA
- Emiliano Hotel
- Residência Iporanga
- Residência Baleia
- Residência Urca Townhouse
- Herchcovitch Store - Tokio Store
- Concurso CAE Maranhão
- Pavilhão Brasileiro - Competição Expo Milão 2015
- Loja de vinhos Mistral
- AL House Residence

## Prêmios
- Prêmio de design do Museu da Casa Brasileira em 1989.[5]
- Revista A&D em 1994.[6]
- Prêmio Deca (Projeto Banheiro) em 1997. [7]
- Revista Espaço D, 1º e 2º lugar nas categorias Design de Interiores, Espaços Comerciais, Casas e Apartamentos quase todos os anos entre 1998 e 2006.
- 1º Lugar no Best City Hotel, nos Estados Unidos.
- Mérito de Honra, no 3º Prêmio Cauê de Arquitetura e no Prêmio IAB, com o Projeto Loja Ornare.
- 1º Lugar No Museu da Casa Brasileira, [8] na subcategoria Móveis
- Prémio Deca no concurso “Um sonho de banheiro” ou “Casa de banho de sonho”, 1º lugar, na categoria Residencial.
- 20º lugar no Hall da Fame Awards, EUA. (2006)
- Red Dot Design Award, [9] Prêmio Alemão, pelo desenvolvimento de linha de talheres e roupas de jantar para a Riva, [10] e 1º lugar na categoria Beach Residence pelo prêmio “o melhor da arquitetura” (2008)
- Em 2009, no “5º Prêmio Anual de Design de Restaurantes [11] foi um dos finalistas e conquistou o 1º lugar na escola pública.
- 1º Lugar para “Melhor Restaurante”, nos Prémios “Design Award 2010” da Revista Wallpaper, [12] com o projecto “Restaurante Kaa”. [13] (2010)
- Prêmio O Melhor da Arquitetura, Revista Arquitetura & Construção. (2011)
- Vencedor do concurso público nacional "Universidade Campus Cabral". (2012)
- Vencedor do concurso público nacional de ideias para a revitalização dos Largos do Pelourinho ”, Salvador, Bahia. (2012)

O projeto do Restaurante Kaa feito por Arthur Casas não só foi premiado pela Wallpaper Magazine, em 2010, mas também é considerado um dos melhores projetos de arquitetos brasileiros. Participou de quase todas as edições da Revista Casa Cor , São Paulo, entre 1989 e 2003.
A partir de 2003, Casas decidiu abordar seu trabalho por uma perspectiva diferente, tornando-se um arquiteto cada vez mais conectado com o meio ambiente e pensando na sustentabilidade . Arthur Casas dirige um estúdio de arquitetura em São Paulo que leva seu próprio nome, e devido ao seu trabalho em projetos em diversas cidades do mundo, é regularmente referido nas principais publicações especializadas como o “ e-arquiteto".

## Bienais
Arthur Casas participou de duas Bienais de Arquitetura em São Paulo, em 1997 e 2003, e em três Bienais de Buenos Aires, em 2003, 2005 e 2007. Em 2009, lecionou e foi premiado na XII Bienal de Buenos Aires.